# Antonov A-40
Dimensions
L'Antonov A-40 Krylya Tanka (russe : крылья танка, signifiant « tank ailé »), aussi appelé  A-40T ou KT, est un prototype d'avion soviétique destiné à l'atterrissage par planage d'un tank sur un champ de bataille afin de renforcer des troupes aéroportées ou des partisans.

## Historique
Un prototype fut construit et testé en 1942 mais les essais ne furent pas concluants, le prototype tracté par un avion ne parvenant pas à atteindre une vitesse jugée suffisante. Le but était de transporter un char sur le champ de bataille sans avoir à charger un planeur avec un char léger mais de larguer directement celui-ci sur le champ de bataille. Ces expérimentations faisaient suite aux tentatives de parachuter un char depuis un bombardier dans les années 1930. 
Cet engin a été piloté par le pilote soviétique de planeur expérimental Sergei Anokhin. Malgré l'abandon du projet, ce pays a tout de même continué à développer des méthodes pour déployer le plus efficacement possible des véhicules par la voie aérienne.